# Бартас, Шарунас
Шару́нас Ба́ртас (лит. Šarūnas Bartas, род. 16 августа 1964, Шяуляй) — литовский кинорежиссёр, оператор, сценарист.

## Биография
Закончил ВГИК (1991), где его наставниками были Виктор Лисакович и Ираклий Квирикадзе. 
В 1989 создал в Вильнюсе первую независимую киностудию Кинема.

## Фильмография

### Режиссёр
- Тофолария (1985)
- Памяти минувшего дня (1990, документальный, приз зрительских симпатий на МК документальных фильмов в Амстердаме)
- Три дня (1991, премия ФИПРЕССИ и Премия экуменического жюри на Берлинском кинофестивале, номинация на Премию Европейской академии кино «Феликс»)
- Коридор (1995, премия за особые художественные достижения на МКФ в Фессалонике, премия ФИПРЕССИ на МКФ в Вене)
- Нас мало (1996), участие в конкурсной программе Особый взгляд Каннского кинофестиваля[1]
- Дом (1997), участие в конкурсной программе Особый взгляд Каннского кинофестиваля[1]
- Свобода (2000, премия Венецианского кинофестиваля за лучший фильм об отношениях человека с природой)
- Образы Европы (2004, коллективный проект) — сегмент Дети ничего не теряют
- Семь человек невидимок (2005, премия Александра Княжинского за лучшую операторскую работу на фестивале Киношок в Анапе)
- Евразиец (2010), Гран-при фестиваля Киношок-2010, три национальные кинопремии Литвы «Серебряный журавль» — за лучший фильм, лучшую режиссуру и лучшее исполнение женской роли (Клавдия Коршунова)[2], участие во внеконкурсной программе Форум 60-го Берлинского кинофестиваля[3]
- Покой нам только снится (2015)
- Иней (2017)
- В сумерках (2019)
- Возвращение к семье (2025)
- Лагуна (2025)

### Актёр
- Шестнадцатилетние (1986, телесериал, режиссёр Раймундас Банионис) — Лауринас
- Коридор (1995) — первый мужчина
- Пола Икс (1999, режиссёр Леос Каракс) — дирижёр
- Евразиец (2010) — Гена
- Исчезающие волны (2012, режиссёр Кристина Буожите) — Мужчина
- Славные ублюдки (2013, режиссёр Клер Дени) — иностранный судовладелец
- Маруся (Ma Russie) (2013, режиссер Ева Перволовичи) — Дмитрий
- Покой нам только снится (2015)

## Признание
Член жюри 55-го Венецианского МКФ (1998). В 2001 году был награждён Национальной премией Литвы по культуре и искусству. Член жюри 32-го Московского МКФ (2010).
Фрагмент фильма Коридор  процитирован Годаром в его ленте «История(и) кино» (Histoire(s) du cinéma, 1998).
Специальный приз  «За оригинальное изобразительное решение» на II Международном телекинофоруме «Вместе» (2001) — за фильм «Свобода»